# Pequena Entente

Países da Pequena Entente na Europa entre-guerras.

A Pequena Entente foi uma aliança criada em 1920-1921 entre três estados favorecidos pelo resultado da Primeira Guerra Mundial: a Checoslováquia, a Romênia e a Iugoslávia.

## Objetivo

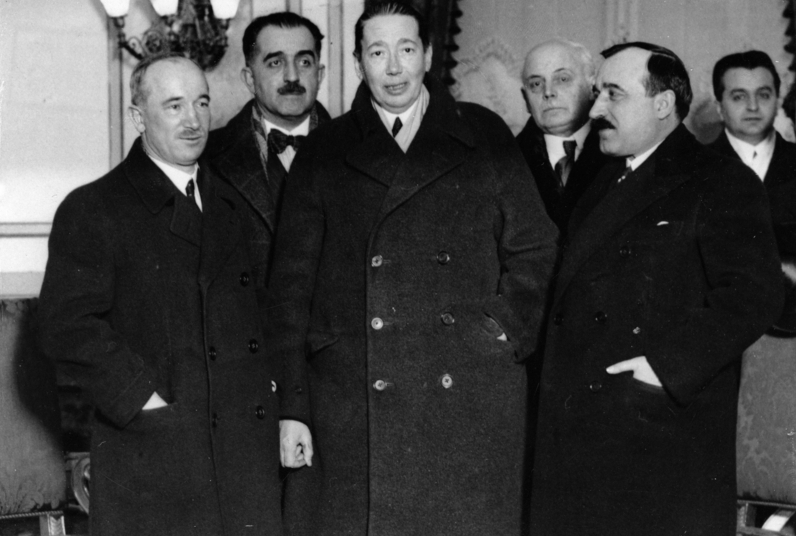
Reunião de ministros dos Negócios Estrangeiros da Pequena Entente em 1932. Da esquerda para a direita: Edvard Beneš da Checoslováquia (mais tarde presidente), Nicolae Titulescu da Romênia e Bogoljub Jevtić da Iugoslávia (mais tarde primeiro-ministro do seu país).

O objetivo da aliança era manter a situação na bacia do Danúbio, evitando qualquer alteração territorial em favor a Hungria ou a restauração dos Habsburgos na Áustria e na Hungria.  A aliança reconheceu a autoridade da Liga das Nações com sede em Genebra e enviava regularmente a mesma os resultados de suas reuniões.

## História
Em 16 de fevereiro de 1933, os chanceleres dos três países que formaram a Aliança decidiram dar um carácter permanente, e fornecê-la com uma junta com sede em Genebra e coordenar totalmente as suas políticas externas . Foi proclamada a abertura da aliança a outros países, mas nenhum aderiu.
Após a assinatura, em Roma, dos Protocolos de Roma que uniram a Áustria, Hungria e Itália, em oposição a Entente, a França mostrou o seu apoio à coalizão como um contrapeso para a Itália.
Em 7 de janeiro de 1935, o acordo entre o Primeiro-Ministro francês Pierre Laval e Mussolini levou um recuo entre as nações da Europa Central e a França, a quem viam disposta a sacrificar-las para melhorar as relações com o líder fascista.
Na crise do ataque italiano à Etiópia, no segundo semestre de 1935 e início de 1936, a Entente defendeu a política original dos britânicos de sanções e se manteve em todos os momentos em favor da resolução do conflito através da Liga das Nações.
Em maio, após o fracasso das sanções e a vitória italiana, os três representantes da Entente decidiram realizar reuniões anuais de chefes de estado dos membros da aliança para fortalecê-la .